# (13601) 1994 PU29
A (13601) 1994 PU29 a Naprendszer kisbolygóövében található aszteroida. Eric Walter Elst fedezte fel 1994. augusztus 12-én.